# Lijeska (gmina Bijelo Polje)
Lijeska (cyr. Лијеска) – wieś w Czarnogórze, w gminie Bijelo Polje. W 2011 roku liczyła 180 mieszkańców.